# ハーキュリーズ・ゴメス
ハーキュリーズ・ゴメス・ウルタード（Herculez Gomez Hurtado, 1982年4月6日 - ）は、アメリカ合衆国・カリフォルニア州ロサンゼルス出身の元サッカー選手。ポジションはフォワード。

## 経歴

### クラブ
メキシコのクルス・アスルのユースチームでキャリアをスタートさせ、2003年にアメリカのロサンゼルス・ギャラクシーに移籍した。2007年にコロラド・ラピッズに移籍し、翌年にカンザスシティ・ウィザーズに移籍。
2009年1月にプエブラFCに移籍した。夏にCFパチューカに移籍した。
2015年8月、トロントFCに移籍した。
2016年3月24日、シアトル・サウンダーズFCに移籍した。

### 代表
アメリカ合衆国代表としてコパ・アメリカ2007、2010 FIFAワールドカップメンバーに選ばれた。

## 所属クラブ
- San Diego Gauchos 2002
- ロサンゼルス・ギャラクシー 2002-2006

→ Seattle Sounders 2003
→ San Diego Sockers 2004
- コロラド・ラピッズ 2007-2008
- カンザスシティ・ウィザーズ 2008-2009
- プエブラFC 2010
- CFパチューカ 2010-2011
- テコスFC 2011
- サントス・ラグナ 2012-2013
- クラブ・ティフアナ 2013-2015

→ UANLティグレス 2014
→ プエブラFC 2015
- トロントFC 2015
- シアトル・サウンダーズFC 2016

## 代表歴

### 出場大会
- アメリカ代表
  - 2010 FIFAワールドカップ

### 試合数
- 国際Aマッチ 24試合 6得点（2007年-2013年）[1]

| アメリカ代表 | 国際Aマッチ | 国際Aマッチ |
| 年           | 出場        | 得点        |
| ------------ | ----------- | ----------- |
| 2007         | 2           | 0           |
| 2008         | 0           | 0           |
| 2009         | 0           | 0           |
| 2010         | 6           | 2           |
| 2011         | 0           | 0           |
| 2012         | 11          | 3           |
| 2013         | 5           | 1           |
| 通算         | 24          | 6           |

## タイトル
クラブ
ロサンゼルス・ギャラクシー
- メジャーリーグサッカー 2005
- USオープンカップ 2005

個人
- プリメーラ・ディビシオン得点王 2010